# Region kościelny Lombardia
Region kościelny Lombardia – jeden z szesnastu regionów kościelnych, na które dzieli się Kościół katolicki we Włoszech. Obejmuje swym zasięgiem świecki region Lombardia. 

## Podział
- Archidiecezja Mediolanu
  - Diecezja Bergamo
  - Diecezja Brescii
  - Diecezja Como
  - Diecezja Crema
  - Diecezja Cremony
  - Diecezja Lodi
  - Diecezja Mantui
  - Diecezja Pawii
  - Diecezja Vigevano

## Dane statystyczne
Powierzchnia w km²: 22.898

Liczba mieszkańców: 9.575.823

Liczba parafii: 3.065

Liczba księży diecezjalnych: 4.990

Liczba księży zakonnych: 1.473

Liczba diakonów stałych: 238

## Konferencja Episkopatu Lombardii
- Przewodniczący: abp Mario Delpini - arcybiskup Mediolanu
- Wiceprzewodniczący: bp Francesco Beschi - biskup Bergamo
- Sekretarz generalny: ks. Giuseppe Antonio Scotti